# دیوید کلیو
دیوید کلیو (انگلیسی: David Cliss؛ زادهٔ ۱۵ نوامبر ۱۹۳۹) بازیکن فوتبال اهل بریتانیا است.
از باشگاه‌هایی که در آن بازی کرده‌است می‌توان به باشگاه فوتبال چلسی و باشگاه فوتبال گیلفورد سیتی اشاره کرد.